# Società Sportiva Pennarossa 2010-2011
Questa voce raccoglie le informazioni riguardanti la Società Sportiva Pennarossa nelle competizioni ufficiali della stagione 2010-2011.

## Organigramma societario
Area direttiva
- Presidente: Sergio Conti
- Vice presidente: Riccardo Pancotti

Area tecnica
- Direttore sportivo: Vincenzo Boschi
- Allenatore: Alberto Manca
- Allenatore in seconda: Matteo Selva
- Preparatore dei portieri: Vittorio Pizzolante

## Rosa
| N. |                       | Ruolo | Calciatore         |
| -- | --------------------- | ----- | ------------------ |
|    | San Marino (bandiera) | P     | Simone Montanari   |
|    | San Marino (bandiera) | P     | Antonino Guidi     |
|    | San Marino (bandiera) | D     | Nicola Albani      |
|    | Italia (bandiera)     | D     | Andrea Boschi      |
|    | San Marino (bandiera) | D     | Michele Cervellini |
|    | Italia (bandiera)     | D     | Andrea Farabegoli  |
|    | Italia (bandiera)     | D     | Marco Fariselli    |
|    | San Marino (bandiera) | D     | Luca Lazzarini     |
|    | San Marino (bandiera) | D     | Paolo Mariotti     |
|    | San Marino (bandiera) | C     | Daniele Conti      |
|    | Italia (bandiera)     | C     | Nicola Del Pivo    |

| N. |                       | Ruolo | Calciatore          |
| -- | --------------------- | ----- | ------------------- |
|    | San Marino (bandiera) | C     | Nicolas Capozzi     |
|    | San Marino (bandiera) | C     | Massimo Broccoli    |
|    | Italia (bandiera)     | C     | Luca Giunchi        |
|    | San Marino (bandiera) | C     | Tiziano Selva       |
|    | San Marino (bandiera) | C     | Nicholas Stradaioli |
|    | San Marino (bandiera) | C     | Samuel Toccaceli    |
|    | Italia (bandiera)     | A     | Marco Agostinelli   |
|    | San Marino (bandiera) | A     | Alessandro Ciacci   |
|    | San Marino (bandiera) | A     | Nicola Ciacci       |
|    | Italia (bandiera)     | A     | Giacomo Gualtieri   |
|    | San Marino (bandiera) | A     | Alessandro Pancotti |